# Pityriasis versicolor

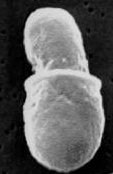
SEM-opname van de schimmel Malassezia

Pityriasis versicolor of tinea versicolor is een niet zeldzame huidziekte die wordt veroorzaakt door een schimmel (gist), Malassezia furfur (synoniem Pityrosporum ovale), die zeer oppervlakkig in de bovenste lagen van de huid groeit.
Op de romp, met name de rug, zijn meestal vele kleine ronde of ovale plekjes te zien met aan de rand vaak een zeer lichte schilfering. Er ontstaat extra schilfering als de huid ter plaatse wat wordt opgerekt.
Door de schimmelgroei schilfert de huid op de aangetaste plekjes iets sneller af dan normaal. De hierdoor vrijkomende stukjes nieuwe huid zijn in de zomer wat lichter omdat de schimmel de pigmentcellen blokkeert en in de winter vaak juist wat donkerder dan de omringende huid.
Bij mensen met een donkere huidskleur zijn de plekjes vaak wit van kleur, in tegenstelling tot blanke mensen die vaak donker gekleurde vlekjes hebben. Bovengenoemde feiten zijn de reden van de naam "versicolor", wat "tegengestelde kleur" of "diversiteit aan kleur" betekent.
De verwekker van de aandoening kan histologisch worden aangetoond door middel van een methyleenblauwkleuring, wat de diagnose bevestigt.
De aandoening is overigens geheel onschuldig en betrekkelijk gemakkelijk te behandelen met een anti-roosshampoo met seleensulfide (bv. Selsun of Selensiv Shampoo) of een ontgistingskuur. Recidieven treden vaak op maar zijn weer goed te behandelen. Na een succesvolle behandeling zijn de pigmentatieverschillen niet meteen verdwenen.